# 1878
1878 (MDCCCLXXVIII) a fost un an obișnuit al calendarului gregorian, care a început într-o zi de marți.

## Evenimente

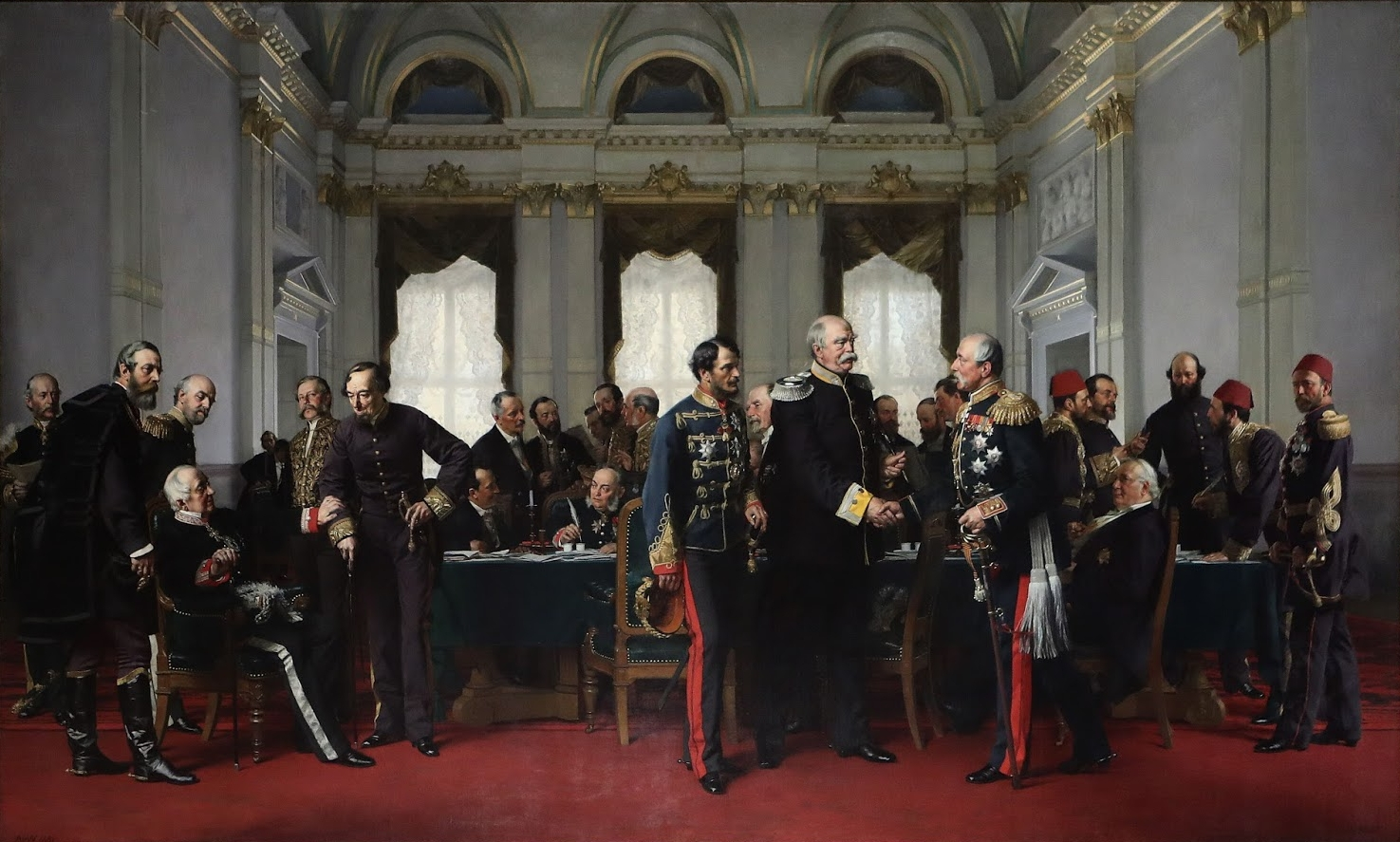
1/13 iunie-1/13 iulie: Congresul de la Berlin.

### Ianuarie
- 9 ianuarie: Umberto I devine rege al Italiei (până în anul 1900).
- 11 ianuarie: Guvernul român începe demersurile diplomatice cu Rusia pentru păstrarea sudului Basarabiei.
- 12 ianuarie: Trupele române cuceresc Smârdanul capturând 4 obuziere Krupp.
- 19 ianuarie: A fost încheiat armistițiul în războiul ruso-româno-turc.

### Februarie
- 2 februarie: Grecia declară război Turciei.
- 12 februarie: Trupele române intră în Vidin.
- 15 februarie: Opoziția îi cere domnitorului Carol I să abdice decât să cedeze o parte din teritoriul țării.
- 20 februarie: Papa Leon al XIII-lea își începe pontificatul.

### Martie
- 3 martie: La San Stefano, Rusia și Turcia au încheiat Tratatul de pace prin care se recunoaște independența României, dar îi sunt luate 3 județe din sudul Basarabiei (Cahul, Bolgrad și Ismail), primind în schimb Dobrogea, fără gurile Dunării (care au revenit Rusiei).
- 3 martie: Este stabilită Ziua Națională a Bulgariei.

### Mai
- 21 mai: În Germania se produce un atentat împotriva împăratului Wilhelm I, care este rănit la obraz, brațe, cap și spate.
- 25 mai: Clubul de fotbal Manchester United este fondat.

### Iunie
- 1 iunie: Apar primii bani românești de hârtie.
- 13 iunie-13 iulie: Congresul de la Berlin. Întâlnire diplomatică a marilor puteri europene, în cadrul căreia Tratatul de la Berlin a înlocuit Tratatul de la San Stefano.
- 19 iunie: La Congresul de la Berlin, este primită și delegația României. Deși cobeligerantă, României nu i se recunoaște acest drept. În urma discuțiilor rămân valabile în general aceleași clauze ale Tratatului de la San Stefano, cu mențiunea că România primește și gurile Dunării.

### Iulie
- 1 iulie: Tratatul de la Berlin. Tratatul de la Berlin a fost tratatul internațional care a pus capăt Războiului Ruso-Turc din anii 1877–1878. A fost recunoscută independența României, creându-se, astfel, premisele pentru Unirea din 1918.
- 2 iulie: Mihail Kogălniceanu propune domnitorului Carol I să schimbe denumirea țării, eventual în Mare Ducat, iar principelui să i se acorde titlul de Alteță Regală.
- 4 iulie: Prim-ministrul I.C. Brătianu are un grav accident după ce trăsura în care se afla se răstoarnă.

### Septembrie
- 11 septembrie: Agenției diplomatice române de la Viena îi este recunoscut statutul de ambasadă (prima ambasadă română din străinătate).
- 30 septembrie: În urma unor dezbateri aprinse, cu 83 voturi pentru și 27 împotrivă, Camera a adoptat hotărârile Congresului de la Berlin.

### Octombrie
- 1 octombrie: Are loc cedarea Basarabiei.
- 8 octombrie: Bucureștiul primește cu onoruri, printr-o paradă militară, Armata Română trecând pe Calea Victoriei (Podul Mogoșoaiei), declarând sfârșitul Războiului de Independență.

### Nedatate
- 1878-1880. Al Doilea Război Anglo-Afgan, dintr-o serie de trei confruntări armate.

## Arte, științe, literatură și filozofie
- Auguste Renoir pictează Doamna Charpentier și copiii săi.
- Ion Creangă publică Ivan Turbincă și Povestea unui om leneș.
- Hector Malot publică Singur pe lume.
- Jan Matejko pictează Bătălia de la Grunwald.
- Lev Tolstoi publică Anna Karenina.
- Spiru Haret își ia doctoratul în matematici la Sorbona cu o teză de mecanică cerească devenită celebră.
- Thomas Alva Edison perfecționează telefonul lui Bell (amplificând vocea cu ajutorul curenților de inducție) și, folosind microfonul inventat de Emile Berliner, brevetează telefonul cu bobină de inducție și microfon cu cărbune, căruia îi adaugă apoi soneria electrică de apel.

## Nașteri
- 5 ianuarie: Emil Gîrleanu, prozator, jurnalist român (d. 1914)
- 25 ianuarie: Ernst F.W. Alexaderson (Ernst Frederick Werner Alexanderson), inginer electrotehnist și pionier al televiziunii, american de origine suedeză (d. 1975)
- 26 ianuarie: Luís de Orléans-Braganza, prinț moștenitor al tronului Imperiului Braziliei (d. 1920)
- 5 februarie: André Citroën, fondatorul mărcii Citroën (d. 1935)
- 8 februarie: Martin Buber, filosof austriac (d. 1965)
- 29 martie: Elena Farago (n. Elena Paximade), poetă română (d. 1954)
- 27 aprilie: Sadriddin Aini, scriitor tadjic (d. 1954)
- 7 mai: Prințesa Isabelle de Orléans, ducesă de Guise (d. 1961)
- 8 mai: Ducesa Maria de Mecklenburg, fiica Marelui Duce de Mecklenburg (d. 1948)
- 12 mai: Massimo Bontempelli, scriitor italian (d. 1960)
- 26 mai: Isadora Duncan, dansatoare americană (d. 1927)
- 5 iunie: Pancho Villa, revoluționar mexican (d. 1923)
- 7 iulie: Arhiducesa Elisabeta Amalia a Austriei, prințesă de Liechtenstein (d. 1960)
- 18 iulie: Maruca Cantacuzino, soția prințului Mihail G. Cantacuzino și a lui George Enescu (d. 1969)
- 19 iulie: Anton Bibescu, prinț român (d. 1951)
- 2 august: Prințesa Ingeborg a Danemarcei, ducesă de Västergötland (d. 1958)
- 1 septembrie: Prințesa Alexandra de Saxa-Coburg-Gotha, sora reginei Maria a României (d. 1942)
- 22 septembrie: Prințul Miguel de Braganza (d. 1923)
- 9 octombrie: Maria Gabriela de Bavaria, prințesă a Bavariei (d. 1912)
- 7 noiembrie: Lise Meitner, fiziciană austriaco-suedeză (d. 1968)
- 12 noiembrie: József Sebestyén, heraldist român (d. 1964)
- 22 noiembrie: Mihail al II-lea al Rusiei, țar al Rusiei (1899-1904),  (d. 1918)
- 6 decembrie: Iosif Vissarionovici Stalin, conducător sovietic (1922-1953), (d. 1953)
- 25 decembrie: Louis Chevrolet, constructor de automobile de origine elvețiană (d. 1941)

## Decese
- 9 ianuarie: Regele Victor Emmanuel al II-lea al Italiei (n. Vittorio Emanuele Maria Alberto Eugenio Ferdinando Tommaso di Savioa), 57 ani (n. 1820)
- 7 februarie: Papa Pius al IX-lea (n. Giovanni Maria Mastai-Ferretti), 85 ani, italian (n. 1792)
- 19 februarie: Charles-François Daubigny, 61 ani, pictor francez (n. 1817)
- 8 martie: Arhiducele Francisc Carol al Austriei, 75 ani, tatăl împăratului Franz Joseph al Austriei (n. 1802)
- 9 martie: Mirza Fatali Akhundov, 64 ani, scriitor și filozof azer (n. 1812)
- 20 martie: Julius Robert von Mayer, 63 ani, naturalist și medic german (n. 1814)
- 12 iunie: George al V-lea de Hanovra (n. Georg Friedrich Alexander Karl Ernst Augus), 59 ani, ultimul rege al Hanovrei (n. 1819)
- 26 iunie: Mercedes d'Orléans (n. María de las Mercedes Isabel Francisca de Asís Antonia Luisa Fernanda de Orléans y Borbón), 18 ani, prima soție a regelui Alfonso al XII-lea al Spaniei (n. 1860)
- 17 iulie: Aleardo Aleardi, 65 ani, poet italian (n. 1812)
- 22 august: Maria Christina a celor Două Sicilii, 72 ani, regină a Spaniei (n. 1806)
- 12 septembrie: Friedrich August von Alberti, 83 ani, geolog german (n. 1795)
- 24 octombrie: Karl, Duce de Schleswig-Holstein-Sonderburg-Glücksburg, 65 ani (n. 1813)
- 14 decembrie: Prințesa Alice a Regatului Unit (n. Alice Maud Mary), 35 ani, fiica reginei Victoria (n. 1843)